# Cryptoleptodon acuminatus
Cryptoleptodon acuminatus är en bladmossart som beskrevs av Fleischer 1917. Cryptoleptodon acuminatus ingår i släktet Cryptoleptodon och familjen Pterobryaceae. Inga underarter finns listade i Catalogue of Life.